# أسشاليو جيرما
أسشاليو جيرما (11 سبتمبر 1991 بإثيوبيا - ) هو لاعب كرة قدم إثيوبي في مركز الهجوم. شارك مع منتخب إثيوبيا لكرة القدم.

## وصلات خارجية
- أسشاليو جيرما على موقع Soccerway.com (الإنجليزية)